# Mantispa meadewaldina
Mantispa meadewaldina är en insektsart som först beskrevs av Navás 1914.  Mantispa meadewaldina ingår i släktet Mantispa och familjen fångsländor. Inga underarter finns listade i Catalogue of Life.